# 莱斯莉·罗
莱斯莉·罗（英語：Lesley Rowe，1929年3月21日—2011年7月5日），新西兰女子田径运动员。她曾代表新西兰参加1950年大英帝国运动会田径比赛，获得女子4×440码接力银牌。